# Copa Africana de Clubes Campeones 1980
La Copa Africana de Clubes Campeones de 1980 fue la 16.ª edición del torneo de fútbol anual a nivel de clubes organizado por la CAF.
Participaron 31 equipos jugando un sistema de eliminación directa con juegos de ida y vuelta.
El Canon Yaoundé de Camerún ganó la final y se convirtió en campeón por tercera oportunidad.

## Primera Ronda
| Equipo 1               | Agr. | Equipo 2             | Ida | Vuelta |
| ---------------------- | ---- | -------------------- | --- | ------ |
| Canon Yaoundé          | 7-3  | 1.º de Agosto        | 3-0 | 4-3    |
| AS Niamey              | 0-3  | Djoliba AC           | 0-1 | 0-2    |
| Anges ABC              | 4-5  | Hearts of Oak        | 2-3 | 2-2    |
| Benfica de Bissau      | 2-7  | Stella Club d'Adjamé | 0-4 | 2-3    |
| CD Costa do Sol        | 1-3  | AS Bilima            | 0-0 | 1-3    |
| CD Elá Nguema          | 1-4  | AC Semassi           | 1-0 | 0-4    |
| ASC Garde Nationale    | 1-3  | Hafia FC             | 1-1 | 0-2    |
| Horseed FC             | 0-2  | Gor Mahia            | 0-0 | 0-2    |
| Linare FC              | 2-4  | Simba SC             | 2-1 | 0-3    |
| Wallidan FC            | 1-2  | Silures              | 1-1 | 0-1    |
| Mighty Blackpool       | 1-4  | ASF Police           | 1-2 | 0-2    |
| Olympic Real de Bangui | 1-4  | Étoile du Congo      | 0-1 | 1-3    |
| Dragons de l'Ouémé     | 0-3  | MP Algiers           | 0-0 | 0-3    |
| Bendel Insurance       | w/o  | UCB FC               | 1   |        |
| Fortior Mahajanga      | w/o  | Limbe Leaf Wanderers | 1   |        |

1 el Uganda Commercial Bank y el Limbe Leaf Wanderers abandonaron el torneo.

## Segunda Ronda
| Equipo 1             | Agr.        | Equipo 2          | Ida | Vuelta |
| -------------------- | ----------- | ----------------- | --- | ------ |
| Djoliba AC           | 1-2         | Hearts of Oak     | 1-1 | 0-1    |
| Étoile du Congo      | 1-1 (3-1 p) | Hafia FC          | 0-1 | 1-0    |
| Simba SC             | 2-5         | Union Douala      | 2-4 | 0-1    |
| Silures              | 0-4         | Canon Yaoundé     | 0-1 | 0-3    |
| AC Semassi           | 1-2         | ASF Police        | 1-1 | 0-1    |
| Stella Club d'Adjamé | 5-5         | MP Algiers        | 4-2 | 1-3    |
| Bendel Insurance     | 4-4         | Gor Mahia         | 1-2 | 3-2    |
| AS Bilima            | 4-1         | Fortior Mahajanga | 3-0 | 1-1    |

## Cuartos de final
| Equipo 1        | Agr.     | Equipo 2         | Ida | Vuelta |
| --------------- | -------- | ---------------- | --- | ------ |
| Hearts of Oak   | 1-4      | AS Bilima        | 1-3 | 0-1    |
| Étoile du Congo | 3-3 (v.) | Bendel Insurance | 3-2 | 0-1    |
| ASF Police      | 3-5      | Union Douala     | 0-3 | 3-2    |
| Canon Yaoundé   | 3-3 (v.) | MP Algiers       | 2-0 | 1-3    |

## Semifinales
| Equipo 1      | Agr. | Equipo 2         | Ida | Vuelta |
| ------------- | ---- | ---------------- | --- | ------ |
| Union Douala  | 2-5  | AS Bilima        | 1-0 | 1-5    |
| Canon Yaoundé | 4-2  | Bendel Insurance | 0-0 | 4-2    |

## Final
| Equipo 1      | Agr. | Equipo 2  | Ida | Vuelta |
| ------------- | ---- | --------- | --- | ------ |
| Canon Yaoundé | 5-2  | AS Bilima | 2-2 | 3-0    |

## Campeón
| Camerún                   |
| Canon Yaoundé 3.er título |